# باتريسيا موران
باتريسيا موران (بالإنجليزية: Patricia Moran)‏ هي رسامة أسترالية، ولدت في 25 سبتمبر 1944 في فيكتوريا في أستراليا، وتوفيت في 14 يوليو 2017 في ملبورن في أستراليا.